# ハーレクイン・ピンシャー
ハーレクイン・ピンシャー（英：Harlequin Pinscher）とは、ドイツ原産の愛玩犬種である。別名はハーレキンピンシャー（英：Harkekinpinscher）。

## 歴史
本種の原種であるジャーマン・ピンシャーが犬種として公認された19世紀ごろに作出された犬種である。ジャーマン・ピンシャーに掛け合わされた犬種は未だによく分かっていないが、ピンシャーの外見を崩さずに珍しいコートカラーを取り入れるために珍しい犬種が使われたと推測されている。専ら愛玩犬として飼育され、ジャーマン・ピンシャーのようにネズミ狩りには使われていなかった。一部の人には人気があったが、伝統的なジャーマン・ピンシャーの愛好家には犬種基準外の毛色の犬を利用しただけだと批判されて忌まれ、FCIへの公認申請を行うことが出来なかった。更に、第二次世界大戦の戦禍を被りブリーディングが疎かになり、生き延びることが出来ずに絶滅寸前になってしまった。

## 特徴
容姿は基本的にはジャーマン・ピンシャーと同じだが、コートの色はハーレクインである。この毛色はホワイトを地色としてブラック若しくはブルーの不規則な斑が入った毛色の事である。尚、この毛色はダルメシアンのものとは斑の大きさや個数が異なる別のものである。コートはスムースコートで、なめらかな手触りであるといわれている。筋肉質の引き締まった体つきで、脚は長い。マズルは先が尖っていて、耳は本来垂れ耳だが断耳して立たせた。背は平らで、尾は長く先細りの垂れ尾だが短く断尾した。中型犬サイズで、性格は穏やかで忠実だった。

## 参考
『デズモンド・モリスの犬種事典』デズモンド・モリス著書、福山英也、大木卓訳 誠文堂新光社、2007年